# Mottier
Mottier és un municipi francès situat al departament de la Isèra i a la regió d'Alvèrnia-Roine-Alps. L'any 2007 tenia 633 habitants.

## Demografia

### Població
El 2007 la població de fet de Mottier era de 633 persones. Hi havia 227 famílies de les quals 41 eren unipersonals (22 homes vivint sols i 19 dones vivint soles), 67 parelles sense fills, 108 parelles amb fills i 11 famílies monoparentals amb fills.
La població ha evolucionat segons el següent gràfic:
Habitants censats

### Habitatges
El 2007 hi havia 267 habitatges, 234 eren l'habitatge principal de la família, 23 eren segones residències i 10 estaven desocupats. 255 eren cases i 12 eren apartaments. Dels 234 habitatges principals, 192 estaven ocupats pels seus propietaris, 31 estaven llogats i ocupats pels llogaters i 11 estaven cedits a títol gratuït; 1 tenia una cambra, 7 en tenien dues, 21 en tenien tres, 74 en tenien quatre i 130 en tenien cinc o més. 222 habitatges disposaven pel capbaix d'una plaça de pàrquing. A 84 habitatges hi havia un automòbil i a 142 n'hi havia dos o més.

### Piràmide de població
La piràmide de població per edats i sexe el 2009 era:
| Homes | Edats   | Dones |
| ----- | ------- | ----- |
| 0     | 95 o +  | 0     |
| 0     | 90 a 94 | 0     |
| 0     | 85 a 89 | 0     |
| 8     | 80 a 84 | 0     |
| 0     | 75 a 79 | 4     |
| 28    | 70 a 74 | 16    |
| 4     | 65 a 69 | 8     |
| 8     | 60 a 64 | 24    |
| 20    | 55 a 59 | 12    |
| 8     | 50 a 54 | 20    |
| 28    | 45 a 49 | 20    |
| 16    | 40 a 44 | 12    |
| 24    | 35 a 39 | 20    |
| 20    | 30 a 34 | 16    |
| 28    | 25 a 29 | 20    |
| 16    | 20 a 24 | 24    |
| 32    | 15 a 19 | 16    |
| 12    | 10 a 14 | 24    |
| 32    | 5 a 9   | 4     |
| 12    | 0 a 4   | 12    |

## Economia
El 2007 la població en edat de treballar era de 391 persones, 259 eren actives i 132 eren inactives. Les 259 persones actives estaven ocupades(156 homes i 103 dones).. De les 132 persones inactives 43 estaven jubilades, 28 estaven estudiant i 61 estaven classificades com a «altres inactius».

### Ingressos
El 2009 a Mottier hi havia 245 unitats fiscals que integraven 681,5 persones, la mediana anual d'ingressos fiscals per persona era de 17.202 €.

### Activitats econòmiques
Dels 30 establiments que hi havia el 2007, 2 eren d'empreses alimentàries, 1 d'una empresa de fabricació de material elèctric, 2 d'empreses de fabricació d'altres productes industrials, 7 d'empreses de construcció, 5 d'empreses de comerç i reparació d'automòbils, 1 d'una empresa de transport, 4 d'empreses d'hostatgeria i restauració, 4 d'empreses immobiliàries, 1 d'una entitat de l'administració pública i 3 d'empreses classificades com a «altres activitats de serveis».
Dels 10 establiments de servei als particulars que hi havia el 2009, 1 era un taller de reparació d'automòbils i de material agrícola, 4 fusteries, 1 lampisteria, 1 electricista, 2 restaurants i 1 agència immobiliària.
Dels 2 establiments comercials que hi havia el 2009, 1 era una botiga de menys de 120 m² i 1 una fleca.
L'any 2000 a Mottier hi havia 22 explotacions agrícoles que ocupaven un total de 594 hectàrees.

## Equipaments sanitaris i escolars
El 2009 hi havia una escola elemental.

## Poblacions més properes
El següent diagrama mostra les poblacions més properes.